# 賞姓
赏姓是中文姓氏之一，在明朝《百家姓续编》中排第492位。在现代是极罕见的姓氏。

## 起源
赏姓有三个来源：
1. 据《姓苑》记载：吴中八姓中有赏氏，祖先是晉國大夫，因受封賞而稱為賞姓。
2. 《万姓统谱》说：西夏亦有赏氏。
3. 因受赏而获姓。《姓氏寻源》中载：必以受赏为氏，如赦氏、救氏之类。

## 郡望
- 吴郡：汉时置，今江苏苏州一带。

## 延伸阅读
[在维基数据编辑]
 《百家姓》
 《欽定古今圖書集成·明倫彙編·氏族典·賞姓部》，出自陈梦雷《古今圖書集成》